# Arctocyclopina pagonasta
Arctocyclopina pagonasta är en kräftdjursart som beskrevs av Mohammed och Neuhof 1985. Arctocyclopina pagonasta ingår i släktet Arctocyclopina och familjen Cyclopinidae. Inga underarter finns listade i Catalogue of Life.